# Matrice de Hurwitz
En mathématiques, une matrice carrée {\displaystyle A} est appelée matrice de Hurwitz si toutes les valeurs propres de {\displaystyle A} ont une partie réelle strictement négative, c'est-à-dire :
{\displaystyle \Re [\lambda _{i}]<0\,}pour toute valeur propre {\displaystyle \lambda _{i}}.
{\displaystyle A} est aussi appelée une matrice de stabilité, car alors l'équation différentielle ordinaire :
{\displaystyle {\dot {x}}=Ax}
est stable, c'est-à-dire {\displaystyle x(t)\to 0} quand {\displaystyle t\to \infty .}
Si {\displaystyle G(s)} est une fonction de transfert matricielle, alors {\displaystyle G} est appelée Hurwitz si les pôles de tous les éléments de {\displaystyle G} ont une partie réelle négative. Il n'est pas nécessaire que {\displaystyle G(s)} pour une valeur spécifique {\displaystyle s} soit une matrice de Hurwitz — elle n'a même pas besoin d'être carrée. Le lien est que si {\displaystyle A} est une matrice de Hurwitz, alors le système dynamique :
{\displaystyle {\dot {x}}(t)=Ax(t)+Bu(t)}
{\displaystyle y(t)=Cx(t)+Du(t)\,}
possède une fonction de transfert {\displaystyle G} de Hurwitz.